# Стефан (Сулимиотис)
Епи́скоп Стефа́н (греч. Επίσκοπος Στέφανος, в миру Иоа́ннис Сулимио́тис, греч. Ιωάννης Σουλιμιώτης; род. 1968, Кипарисия) — архиерей Александрийской православной церкви, епископ Гиппонский, викарий папы и патриарха Александрийского и всей Африки.

## Биография
Родился в семье священника Панайотиса Сулимиотиса. Кроме него в семье были старший и младший братья.
Окончил духовный лицей в Патрах, высшую духовную академию Афин и Богословскую школу Афинского университета. Получил степень магистра в области церковной истории. Он посещал школу катехизаторов миссионерского общества Апостолики диакония Элладской православной церкви. Он прослушал курсы по сохранению священных реликвий и музееведению на кафедре сохранения церковных реликвий и управления ими Высшей духовной академии Афин.
19 августа 1994 года в Монастыре Панагия Горгопиги на первом острове Трифилии митрополитом Трифилийским и Олимпийским Стефаном был пострижен в монашество. 18 сентября 1994 года тем же архиереем был рукоположен в сан диакона, получив сан архидиакона 25 марта 1995 года.
27 декабря 1997 года он был рукоположен в сан пресвитера с возведением в сан архимандрита. Он был настоятелем кафедрального собора Святого Афанасия в Кристианополисе в Кипариссии, а с 1 февраля 2001 года — протосинкеллом Трифилийской и Олимпийской митрополии.
В 2007 году он был переведён в Глифадскую, Эллинико-Вулийскую, Вулиагменскую и Варийскую митрополию. В течение трёх с половиной лет он занимал должность генерального архиерейского эпитропа и до 2017 года был священником и проповедником церкви Преображения Господня в Сурмен Эллинико. В течение многих лет он был представителем Трифилийской митрополии на Всеправославной конференции по ересям и участвовал во многих других конференциях и семинарах.
В январе 2018 года он был переведён в Александрийский патриархат. Он был настоятелем Церкви святых Константина и Елены греческой общины Каира и клириком патриаршей церкви Святого Николая.
На Рождество 2019 года он получил из рук Папы и патриарха Александрийского и всея Африки Феодора титул Великого экклесиарха Алексаендрйиского престола. Он руководил капитальным ремонтом Церкви Святой Екатерины в Суэце.
15 февраля 2024 года Священным Синодом Александрийской православной церкви был избран епископ Гиппонским, викарием папы и патриарха Александрийского и всей Африки.
3 марта 2024 года в Патриаршем храме Святого Николая в Каире был хиротонисан во епископа Гиппонского. Хиротонию совершили: Патриарх Феодор II, митрополит Леонтопольский Гавриил (Рафтопулос), митрополит Родосский Кирилл (Койеракис), митрополит Ермопольский Николай (Антониу), митрополит Мемфисский Никодим (Приангелос), митрополит Нубийский Савва (Химонеттос), митрополит Илийский Афинагор (Дикеакос), митрополит Глифадский Антоний (Аврамиотис), митрополит Птолемаидский Пантелеимон (Арафимос), митрополит Пелусийский Наркисс (Гаммох), митрополит Карфагенский Мелетий (Куманис), митрополит Петрский и Херронисский Герасим (Марматакис), митрополит Ларисский Иероним (Николопулос), митрополит Киншасский Феодосий (Цицивос), епископ Толиарский и Южно-Мадагаскарский Продром (Кацулис), епископ Бужумбурский и Бурундийский Исаак (Цапоглу), епископ Кносский Мефодий (Вернидакис) и епископ Константианский Косма (Таситис).